# Dittingen
Dittingen es una comuna suiza del cantón de Basilea-Campiña, situada en el distrito de Laufen. Limita al norte con la comunas de Metzerlen-Mariastein (SO), al este con Blauen y Zwingen, al sur con Laufen, y al oeste con Röschenz.